# (4167) Riemann
(4167) Riemann est un astéroïde de la ceinture principale.

## Description
(4167) Riemann est un astéroïde de la ceinture principale. Il fut découvert le 2 octobre 1978 à Naoutchnyï par Lioudmila Jouravliova. Il présente une orbite caractérisée par un demi-grand axe de 2,58 UA, une excentricité de 0,09 et une inclinaison de 15,0° par rapport à l'écliptique.

## Compléments